# 11mm

Logo des Festivals

11 mm ist ein im Jahr 2004 gegründetes und jährlich im Frühjahr in Berlin stattfindendes internationales Filmfest, das vom Berliner Fußballkulturverein Brot und Spiele e. V. und mit Unterstützung der Kulturstiftung des Deutschen Fußball-Bundes (DFB) veranstaltet wird. Hierbei werden die aktuellen Spiel-, Dokumentar- und Kurzfilme vorgestellt, die Fußball thematisieren. Das Festival ist ein Publikumsfestival mit Welturaufführungen, Europapremieren und deutschen Erstaufführungen und gilt als wichtiger Treffpunkt für Film- und Fußballkulturbegeisterte.

## Geschichte
Das Fußballfilmfestival 11 mm wurde 2004 zum ersten Mal veranstaltet und war damit weltweit das erste Filmfest mit diesem thematischen Schwerpunkt.
Die Gründung des Festivals geht nach einer Initiative von Birger Schmidt auf die Urmitglieder vom Sportkulturverein Brot und Spiele e. V. zurück. Sie hatten sich zum Ziel gesetzt, kulturelle Phänomene, die mit dem Fußball in Verbindung stehen, einem breiten Publikum zugänglich zu machen und die zu popularisieren. Die Wortschöpfung 11 mm stammt vom Vereinsmitglied Stefan Krankenhagen und verbindet die im Fußball besondere Zahl 11 (Elf für Fußballmannschaft und Elfmeter umgangssprachlich für Strafstoß) mit einem Format (wie 8-mm-Film oder 35-mm-Film).
11mm ist bis in die Gegenwart das einzige Filmfestival in Deutschland, dessen Schwerpunkt auf dem „gesellschaftlich relevanten und künstlerisch wertvollen Fußballfilm“ liegt. Die künstlerische Leitung liegt seit 2005 bei drei Personen: Andreas Leimbach, Birger Schmidt und Christoph Gabler.
Es findet in jedem Jahr an fünf Tagen im Frühling statt, in dieser Zeit werden mittlerweile rund siebzig aktuelle nationale und internationale Spiel-, Dokumentar- und Kurzfilme vorgestellt. Präsentiert wird das Festival von der Kulturstiftung des Deutschen Fußball-Bundes. Retrospektiven, Specials und jährlich wechselnde Themenreihen sind wichtigen Ereignissen oder Persönlichkeiten des Fußballs und bestimmten Genres der Fußballfilmgeschichte gewidmet. Das Programmspektrum reicht von cineastisch anspruchsvollen Arthouse-Filmen über Fernsehfilme bis hin zum innovativen Mainstreamkino. Ein Großteil der Filme wird von den Filmschaffenden persönlich vorgestellt. Gesprächsrunden mit Fußballern, Trainern, Schiedsrichtern und Fußballfunktionären sowie Ausstellungen und Konzerte finden im Rahmenprogramm ihren Platz.
2007 zog 11 mm vom Central Kino in das Kino Babylon in Berlin-Mitte, seitdem steht auch der von Christoph Gabler kuratierte internationale Kurzfilmwettbewerb 11 mm shortkicks auf dem Programm. Seit 2015 gibt es das umfangreiche Kinder- und Jugendprogramm 11minimeter und seit 2018 eine Sektion für neue Produktionen in Serienform.
Mit Unterstützung des Festivalförderers British Council Germany wurden im ersten Jahr neun Filme gezeigt, alle stammten aus Großbritannien. Filmhistorische Werke wie der älteste Fußballspielfilm der Welt, Harry the footballer, aus dem Jahr 1911, Die elf Teufel, Der König der Mittelstürmer (jeweils 1927, mit kammermusikalischer Live-Begleitung), The Arsenal Stadium Mystery, Das große Spiel und Zwei Halbzeiten in der Hölle wurden in den Folgejahren aufgeführt. Die restaurierte Filmfassung von „Futebol Total“ aus dem Jahr 1974 erlebte bei 11 mm seine Welturaufführung, die brasilianischen Canal 100 – Produktionen aus den späten Sechziger Jahre ihre Europapremieren und Goal! The World Cup, die offizielle Filmdokumentation zur WM 66, 50 Jahre nach seiner Erstaufführung seine deutsche Premiere.
Zu den besonderen Ereignissen des Filmfestes gehörten auch die Video-Installation des Berliner Filmemachers und Künstlers Harun Farocki, „Deep Play“, in der er mit einem gesonderten Blick durch zwölf Kameras auf das Finale der WM 2006 zurückschaute, die Präsentation des pornographischen Fußballfilms Cicciolina e Moana „Mondiali“ mit Live-Synchronisation des Schauspielers Maxim Mehmet, der 2012 für das Festival gemeinsam mit dem ehemaligen Nationaltorhüter Sepp Maier zusammengestellte Film „We are the champions – Sepp Maiers WM-Videotagebuch 1990“. Des Königs Fußball jüngster Trabant, ein verlorengegangener Kurzfilm aus dem Jahre 1968, der nach seiner Welturaufführung den „shortkicks“ – Titel 2010 gewann und die Hommagen an den niederländischen Regisseur Johan Kramer und den Fußballspieler und -trainer Johan Cruyff.
In der Retrospektive „Fußball in der DDR“ (2009) wurde die Geschichte der Fußballbegeisterung im Ostteil des Landes erzählt, unter dem Titel „Fußball und Macht“ (2018) die Spuren nachgezeichnet, die der Fußball in der Politik und die Politik im Fußball hinterlässt sowie in der Sonderreihe „Frauen im Fußball“ (2019), die Lebenswelten von Spielerinnen, Trainerinnen, weiblichen Fans oder Vereinsmanagerinnen und die Auseinandersetzungen mit traditionellen Wertvorstellungen und Rollenbildern dargestellt.
Weitere Festivalschwerpunkte waren Nationenreihen zu den Welt- und Europameisterschaften in Deutschland, Österreich, der Schweiz, Südafrika, Polen, der Ukraine, Brasilien, Frankreich und Russland.
2020 wurde 11 mm aufgrund der COVID-19-Pandemie verschoben.

## Eröffnungsfilme
| Jahr | Film                                                     | Regisseur(e)                        | Land, ggf. Erstaufführung           |
| ---- | -------------------------------------------------------- | ----------------------------------- | ----------------------------------- |
| 2004 | Best                                                     | Mary McGuckian                      | Großbritannien, Deutschlandpremiere |
| 2005 | Fimpen, der Knirps                                       | Bo Widerberg                        | Schweden                            |
| 2006 | Peladao – Elf Freunde und eine Königin                   | Jörn Schoppe                        | Deutschland, Weltpremiere           |
| 2007 | Fan-Demanium                                             | Matthias Visser                     | Deutschland, Weltpremiere           |
| 2008 | Maradona – La mano de Dios                               | Marco Risi                          | Italien, Deutschlandpremiere        |
| 2009 | 11 mm – Potpourri: Fußball in der DDR                    | 11 mm Eigenproduktion               | Deutschland, Weltpremiere           |
| 2010 | Togo                                                     | Pierre Morath & Nicolas Peart       | Schweiz, Deutschlandpremiere        |
| 2011 | Tom meets Zizou                                          | Aljoscha Pause                      | Deutschland Weltpremiere            |
| 2012 | We are the champions – Sepp Maiers WM-Videotagebuch 1990 | Sepp Maier                          | Deutschland, Weltpremiere           |
| 2013 | 11 mm – Spezial: 50 Jahre Bundesliga                     | 11 mm Eigenproduktion               | Deutschland, Weltpremiere           |
| 2014 | Union fürs Leben                                         | Frank Marten Pfeiffer & Rouven Rech | Deutschland, Weltpremiere           |
| 2015 | Messi                                                    | Álex de la Iglesia                  | Spanien, Deutschlandpremiere        |
| 2016 | Goal! The World Cup                                      | Ross Devenish & Abidin Dino         | Großbritannien, Deutschlandpremiere |
| 2017 | Jökullinn Logar: Wie ein Vulkan                          | Saevar Gudmunsson                   | Island                              |
| 2018 | The Workers Cup                                          | Adam Sobel                          | USA                                 |
| 2019 | Nossa Chape                                              | Michael Zimbalist & Jeff Zimbalist  | USA                                 |

## Filmpreise/Wettbewerbe
Bei 11 mm werden drei Filmpreise vergeben: Der Publikumspreis „Goldene Elf“, der von einer Fachjury bestimmte Preis „der beste Fußballfilm des Jahres“ und „shortkicks“, ein Preis für den von einer zweiten Jury ausgewählten besten Fußballkurzfilm des Jahres. Die Preise werden auf einer Gala am letzten Abend der Filmtage verliehen.

### Die „Goldene 11“
| Jahr | Film                                                                    | Regisseur(e)                                         | Land        |
| ---- | ----------------------------------------------------------------------- | ---------------------------------------------------- | ----------- |
| 2005 | The Other Final                                                         | Johan Kramer                                         | Niederlande |
| 2006 | Les Yeux dans les bleus                                                 | Stéphane Meunier                                     | Frankreich  |
| 2007 | Fan-Demanium                                                            | Matthias Visser                                      | Deutschland |
| 2008 | Die besten Frauen der Welt                                              | Britta Becker                                        | Deutschland |
| 2009 | Maradona by Kusturica                                                   | Emir Kusturica                                       | Serbien     |
| 2010 | (ex aequo) Eisern vereint und Hoffenheim – Das Leben ist kein Heimspiel | Andreas Gräfenstein und Rouven Rech & Frank Pfeiffer | Deutschland |
| 2011 | Meister vs. Meister                                                     | Johannes Grebert                                     | Deutschland |
| 2012 | The Other Chelsea: A Story from Donetsk                                 | Jakob Preuss                                         | Deutschland |
| 2013 | Il Mundial dimenticato / The Lost World Cup                             | Lorenzo Garzello & Filippo Macelloni                 | Italien     |
| 2014 | Fortunas Legenden                                                       | Lars Pape & Holger Schürmann                         | Deutschland |
| 2015 | Una Meravigliosa Stagione Fallimentare / Eine wunderbare Pleitensaison  | Mario Bucci                                          | Italien     |
| 2016 | Zweikämpfer                                                             | Mehdi Benhadj-Djilali                                | Deutschland |
| 2017 | Salomon Kalou: L'Elephant                                               | Angel Chow-Toun                                      | Frankreich  |
| 2018 | Das Double 1977/78                                                      | Frank Steffan                                        | Deutschland |
| 2019 | Aragh-e-Sard                                                            | Soheil Beiraghi                                      | Iran        |

### Jurypreis 11 mm shortkicks
| Jahr | Film                                          | Regisseur(e)                      | Land                  |
| ---- | --------------------------------------------- | --------------------------------- | --------------------- |
| 2007 | Flemish Fields                                | Hans van der Meer                 | Niederlande           |
| 2008 | Der Tiger in München                          | Andreas Leimbach                  | Deutschland           |
| 2009 | Eight                                         | Stephen Daldry                    | Großbritannien        |
| 2010 | Des Königs Fußball jüngster Trabant           | Walter G. Puls                    | Deutschland           |
| 2011 | The Ball                                      | Katja Roberts                     | Großbritannien        |
| 2012 | L’equip petit                                 | Roger Gomez & Dani Resines        | Spanien               |
| 2013 | (ex aequo) Meine Beschneidung und The Whistle | Arne Ahrens und Grzegorz Zariczny | Deutschland und Polen |
| 2014 | I love Hooligans                              | Jan-Dirk Bouw                     | Niederlande           |
| 2015 | Im Glanze dieses Glückes                      | Sven Schrader & Riccardo Wolff    | Deutschland           |
| 2016 | Sur la touche                                 | Hortense Gélinet                  | Frankreich            |
| 2017 | Domingo                                       | Raúl López Echeverría             | Mexiko                |
| 2018 | En la boca                                    | Matteo Gariglio                   | Schweiz               |
| 2019 | Nefta Football Club                           | Yves Piat                         | Frankreich            |

### Festivaleigene Wettbewerbe
Jurypreis „der beste Fußballfilm des Jahres“ (erst seit 2018 vergeben)
| Jahr | Film             | Regisseur(e)                       | Land |
| ---- | ---------------- | ---------------------------------- | ---- |
| 2018 | Men in the Arena | J.R. Biersmith                     | USA  |
| 2019 | Nossa Chape      | Michael Zimbalist & Jeff Zimbalist | USA  |

### Jurymitglieder und Gäste (Auswahl)
- Rudi Gutendorf, Buket Alakuş, Martin Sonneborn, Yves Eigenrauch, Sönke Wortmann, Sepp Maier, Ruud Gullit, Naldo, Adriana Altaras
- Jasmin Tabatabai, Marleen Lohse, Arne Friedrich, Thomas Gottschalk, Pierre Littbarski, Timo Hildebrand, Jari Litmanen, Marcel Schäfer
- Horst-Dieter Höttges, Sigfried Held, Max Lorenz, Thomas Berthold, Ariane Hingst, Valentin Stocker, Karl-Heinz Thielen, Nia Künzer
- Thomas Broich, Michael Preetz, Michael Kölmel, Fabian Lustenberger, Heribert Faßbender, Walter Eschweiler, Otto Pfister, Mike Hanke
- Ansgar Brinkmann, Ronnie Hellström, Frank Schöbel, Harald Hauswald, Herbert Fandel, Nadeshda Brennicke, Andreas Schmidt, Thomas Thieme
- Jörg Schüttauf, Rufus Beck, Marco Bode, Olaf Thon, Klaus Fischer, Hermann Gerland, Wolfgang Kleff, Axel Kruse, Ronny
- Helmut Schulte, Ewald Lienen, Uli Borowka, Peter Ducke, Moritz Rinke, Thees Uhlmann, Nick Howard, Anna F., Didier Drogba
- Salomon Kalou, Heimir Hallgrímsson, Marion Brasch, Christopher Trimmel, Alfred Holighaus, Horst Evers, Hans-Erich Viet,
- Henning Harnisch, Almuth Schult, Thorsten Merten

## Partnerfestivals
- Rio de Janeiro/Brasilien: Cinefoot[12]
- Yokohama/Japan: Yokohama Football Film Festival[13]
- Bilbao/Spanien: Thinking Football Film Festival[14]
- Barcelona/Spanien: Offsidefest[15]
- Amsterdam/Niederlande: Total Football Festival[16]
- Kopenhagen/Dänemark: Shoot Festival[17]
- Lagos/Nigeria: AFFF-African Football Film Festival[18]
- Paris/Frankreich: La Lucarne[19]
- Peking/China: Goal China Football Film Festival[20]
- Basel/Schweiz: Flutlicht Fußball Film Festival[21]
- St. Gallen/Schweiz: Fußballlichtspiele[22]
- Lima/Peru: Festival Minuto 90[23]
- New York/USA: Kicking and Screening[24]

## Festivaleigene Wettbewerbe
- 2011 (Anlass Fußball-Weltmeisterschaft der Frauen)
  - „Der beste Frauenfußballfilm aller Zeiten – Die schönste Nebensache der Welt“ – Tanja Bubbel, Deutschland

- 2013 (Anlass Jubiläum 10 Jahre 11 mm)
  - Der beste Fußballdokumentarfilm „aller Zeiten“ – Maradona by Kusturica – Emir Kusturica, Serbien
  - Der beste Fußballspielfilm aller Zeiten und Fimpen, der Knirps – Bo Widerberg, Schweden

## Veröffentlichungen
- Birger Schmidt, Jan Tilman Schwab: Das Runde muss aufs Eckige. In: Zehn Jahre DFB – Kulturstiftung. Nationale DFB-Kulturstiftung WM 2006, Frankfurt 2016, DNB 1152850237, S. 42–45 (dfb.de).
- Jan Tilman Schwab: Fußball im Film. Lexikon des Fußballfilms. München 2006.